# Адміністративний поділ Руанди

Адміністративний поділ Руанди (з 2006 року)

З 1 січня 2006 року Руанда розділена на п'ять провінцій (intara), розділених на тридцять районів (akarere), які, своєю чергою, поділяються на сектори.
| № | Регіон             | Адміністративний центр | Площа, км² | Населення, чол. (2009) | Щільність, чол./км² |
| - | ------------------ | ---------------------- | ---------- | ---------------------- | ------------------- |
| 1 | Північна провінція | Бьюмба                 | 3 436      | 1 650 704              | 480,41              |
| 2 | Східна провінція   | Рвамагана              | 9 813      | 2 141 174              | 218,20              |
| 3 | Південна провінція | Ньянза                 | 6 118      | 2 266 124              | 370,40              |
| 4 | Західна провінція  | Кібуе                  | 6 233      | 2 008 319              | 322,21              |
| 5 | Провінція Кігалі   | Кігалі                 | 738        | 965 398                | 1308,13             |
|   | Всього             |                        | 26 338     | 9 031 719              | 342,92              |

До 1 січня 2006 року Руанда поділялась на 12 провінцій.